# Aquabiking
 (avril 2014).

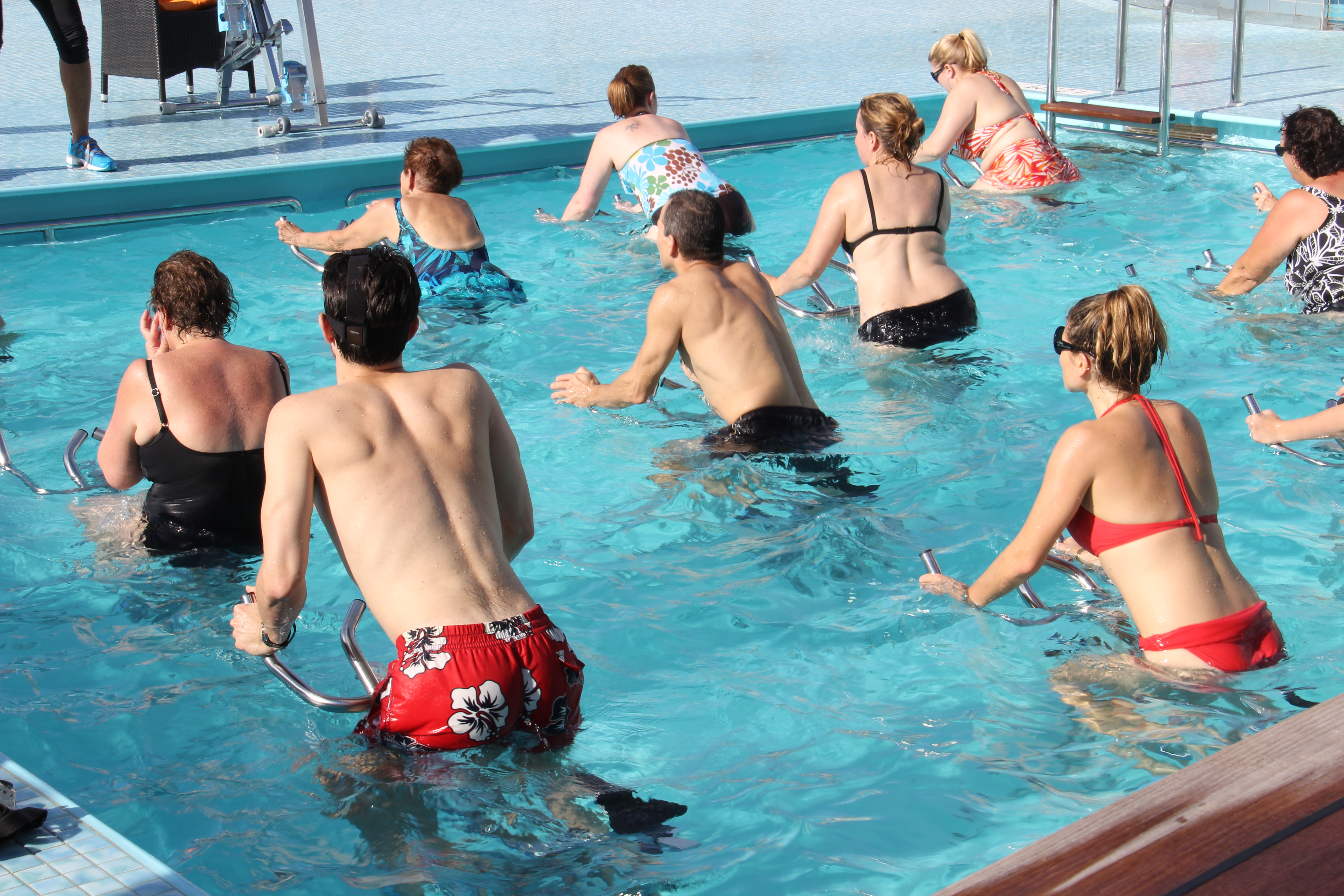
Cours d'aquabike à bord d'un bateau de croisière.

L’aquabiking, également appelé aquacycling ou aquavélo, est une activité physique consistant à pratiquer le vélo avec le bas du corps immergé (généralement dans une piscine). Inventée en Italie dans les années 1990 par des kinésithérapeutes, cette pratique a pour objectif d'entraîner une dépense énergétique. Elle présenterait différentes améliorations par rapport à une séance de vélo classique.

## Description
L'aquabiking est une activité physique qui consiste à pratiquer de la bicyclette, laquelle est immergée dans l'eau. 
En plus d’être une activité faisant travailler le cœur et brûlant les calories et les graisses en priorité, le fait de pratiquer dans l’eau apporterait de nombreuses vertus. En effet celle-ci permet de travailler en douceur, dans le respect des articulations et sans courbatures. De plus l'eau réalise naturellement un massage drainant très efficace contre la cellulite et la peau d’orange et favorise le retour veineux en diminuant l’effet « jambes lourdes ».
Cette activité peut être pratiquée par les femmes venant d'accoucher. 
On distingue plusieurs types d’aquabiking :
- L’aquabiking en piscine publique : des vélos sont installés dans un bassin et peuvent être laissés en libre service. Les piscines municipales organisent généralement quelques cours à des tarifs attractifs, cependant peu de places sont généralement disponibles, les plannings sont peu flexibles et l'utilisateur ne bénéficie pas de jets hydromassants.

- L’aquabiking en piscine privée : généralement dans un cadre plus intimiste, des clubs proposent des cours coachés dans de petites piscines souvent réservées à cet usage, offrant donc plus de flexibilité mais pas de jets hydromassants favorisants le drainage lymphatique.

- L’aquabiking en spa individuel : des centres proposent aussi des séances dans laquelle une baignoire contient de l’eau jusqu’à la taille, la personne s´assied alors sur un vélo intégré. L’action de l’eau est renforcée par des jets d’hydromassage et les clients sont seuls ou à deux dans une pièce. Ils ont ainsi la liberté de pratiquer à leur rythme et de lire ou regarder des vidéos pendant la séance. Malheureusement très peu de lieu proposent des cours à la fois coachés et dans des spas avec des jets d'hydromassage.